# Столова гора

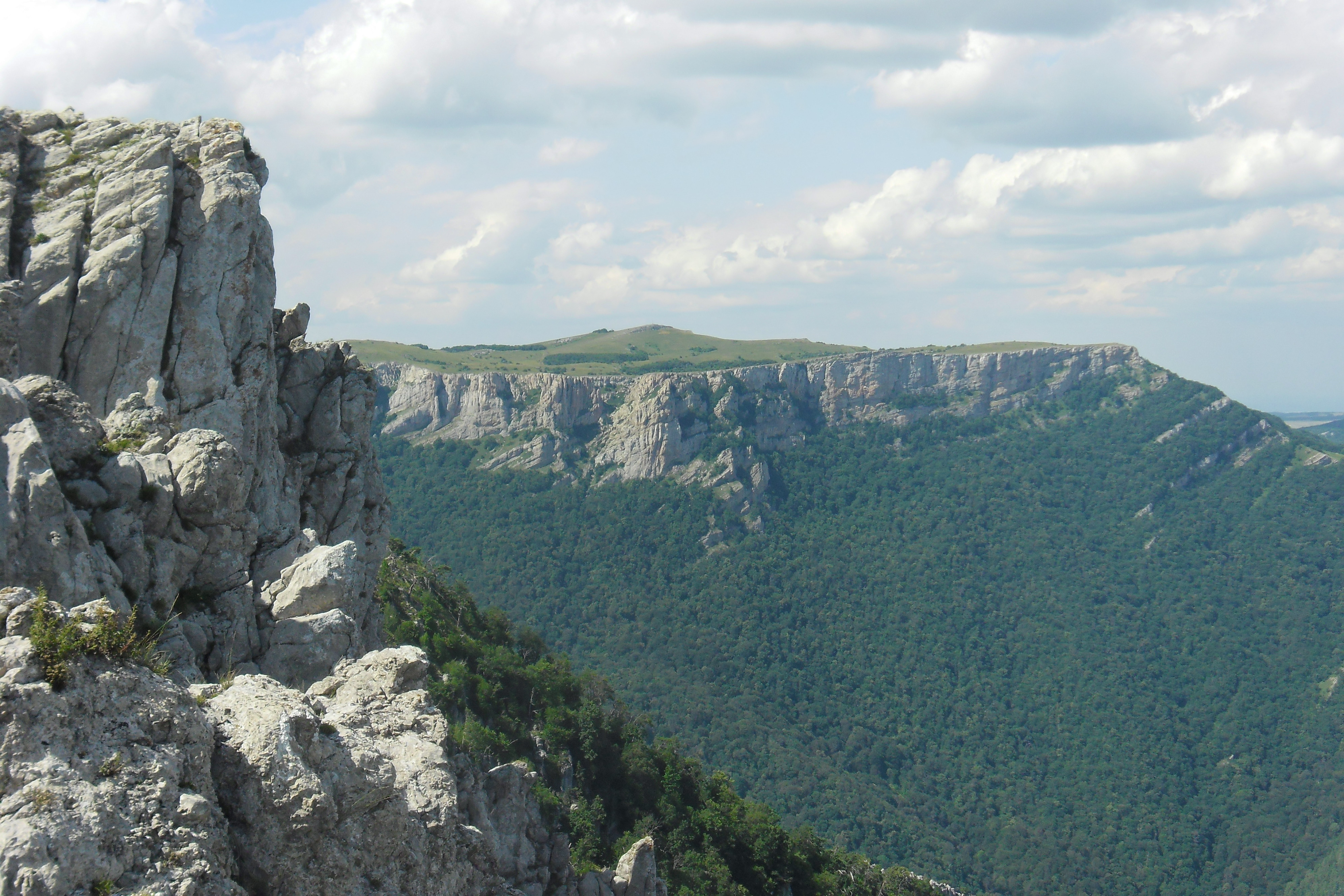
Стіл-Гора (праворуч), яка обривається в ущелину Хапхал, Крим, Україна.

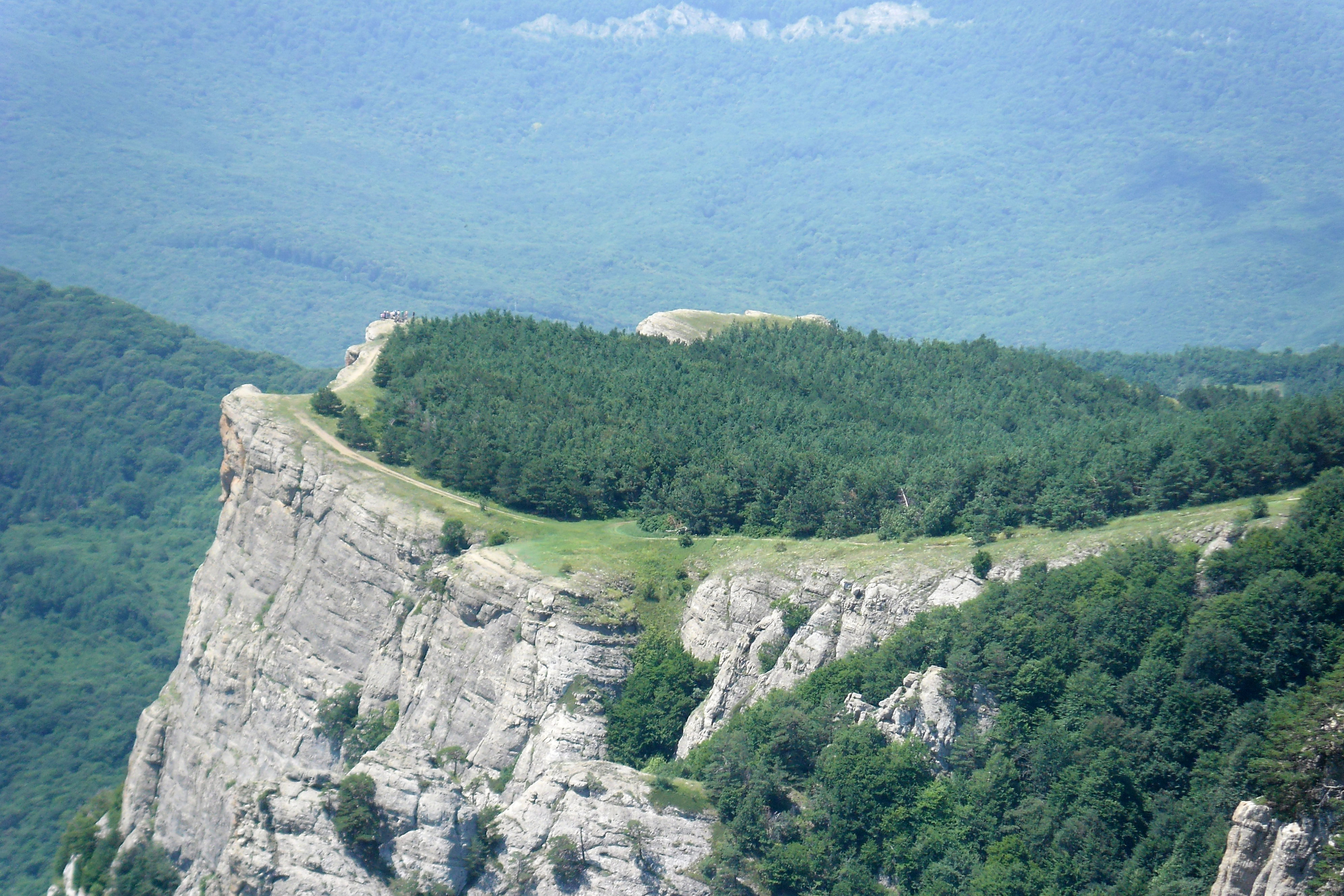
Столова гора з лісовим масивом. Демерджі-Яйла (західні відроги), Кримські гори. Україна.

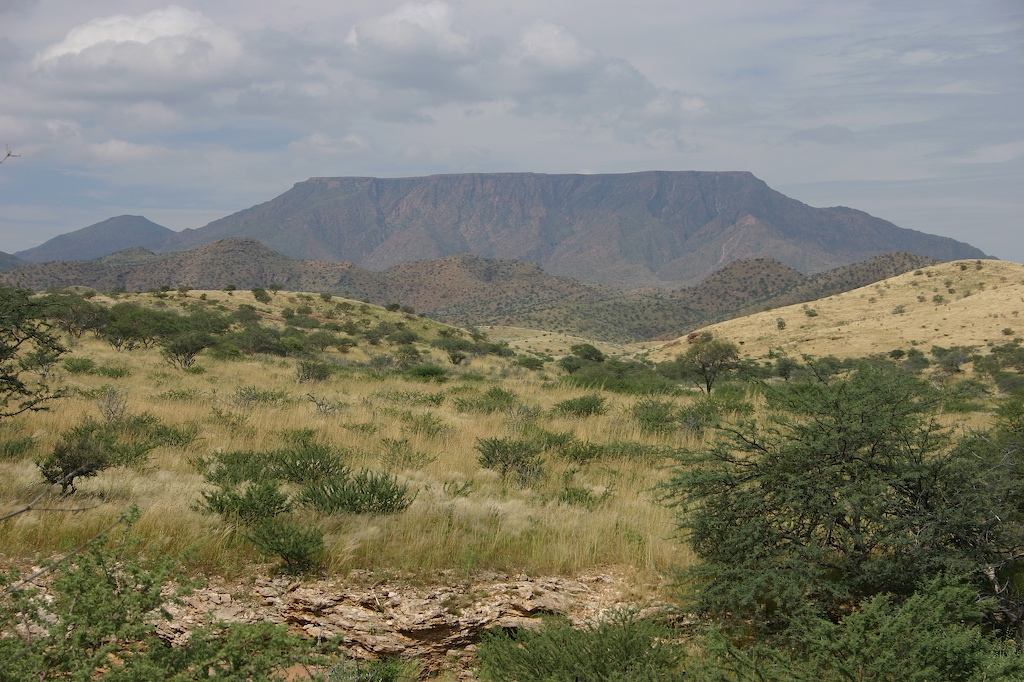
Гамсберг, Намібія

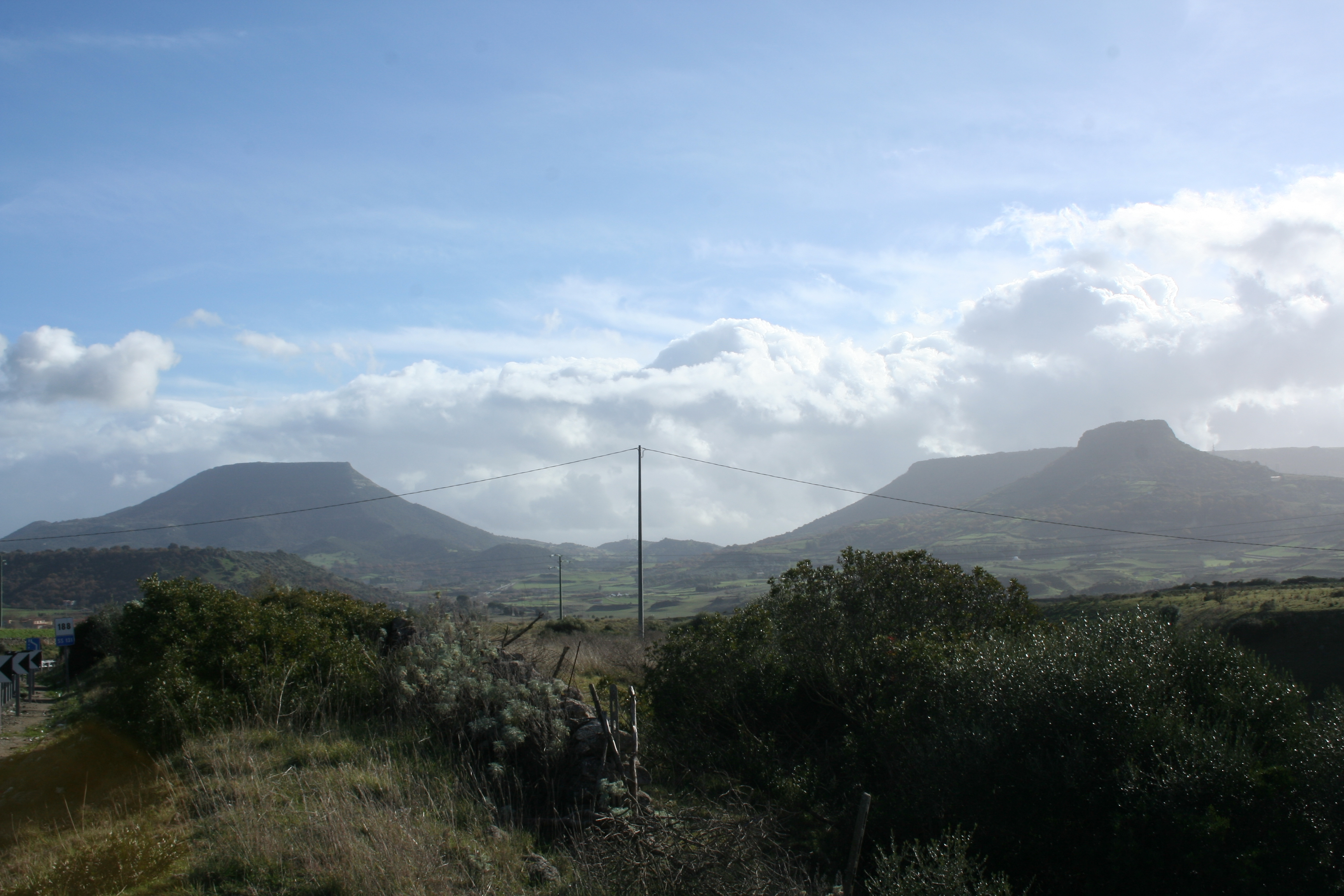
Монте-Санту та Монте Сан-Антоніо, Сардинія

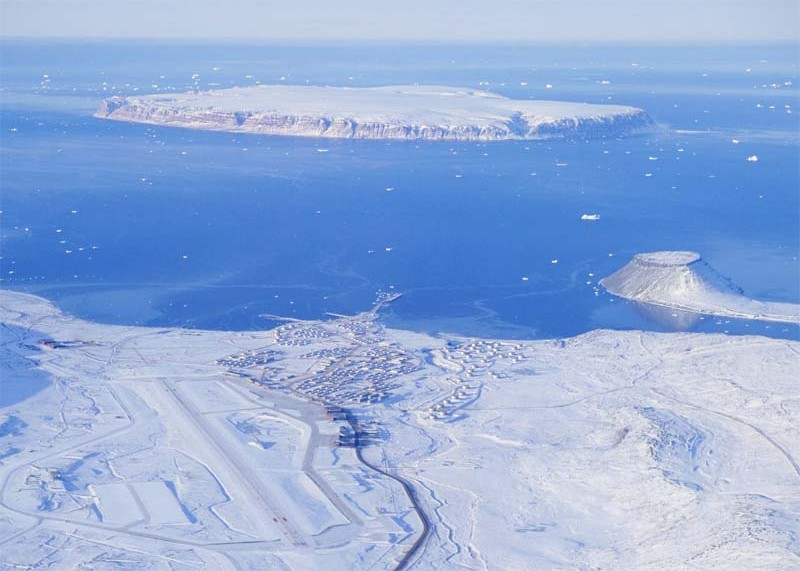
Тафельберг (Тулі), Гренландія

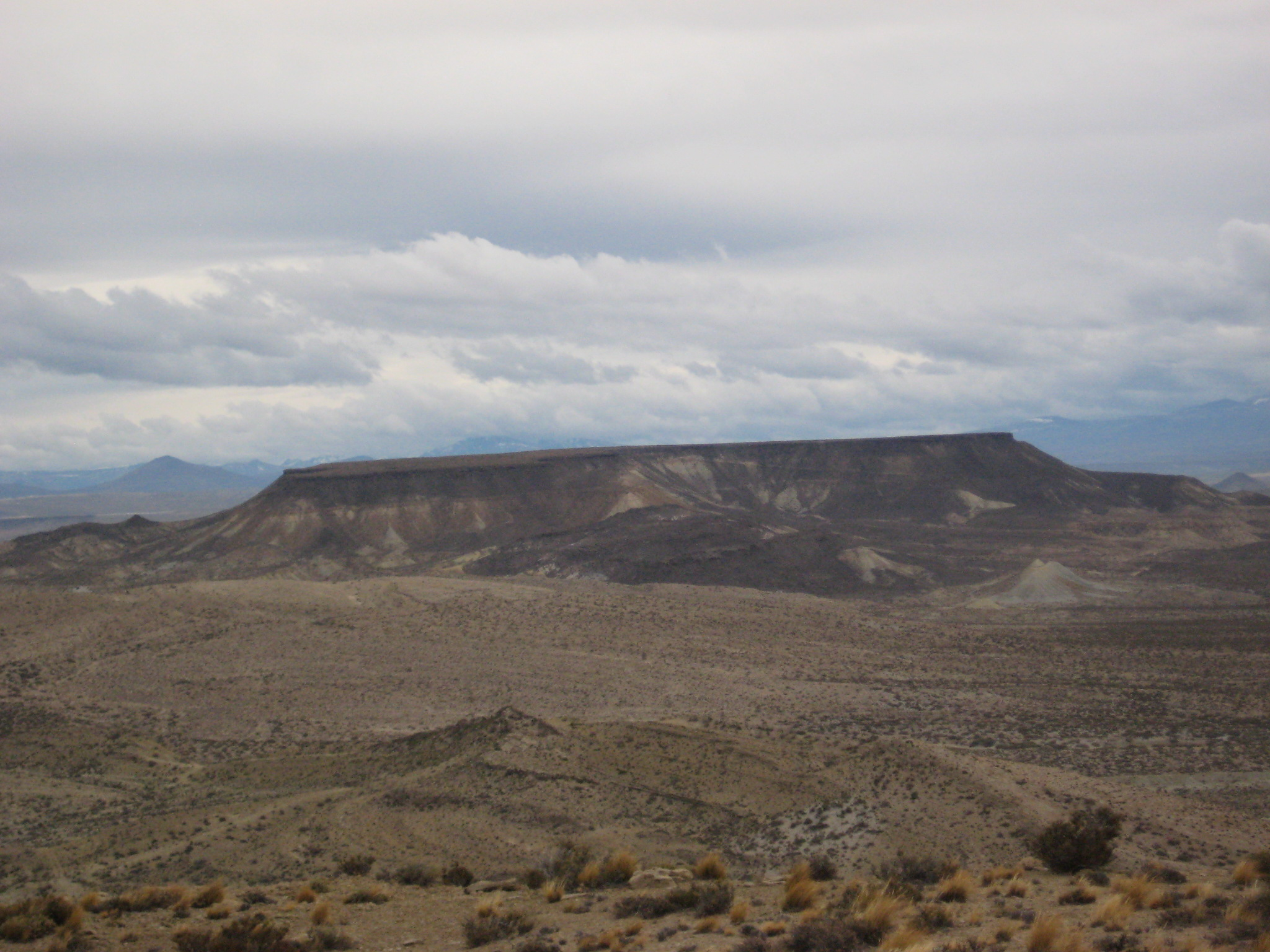
Серро-Неґро, Аргентина

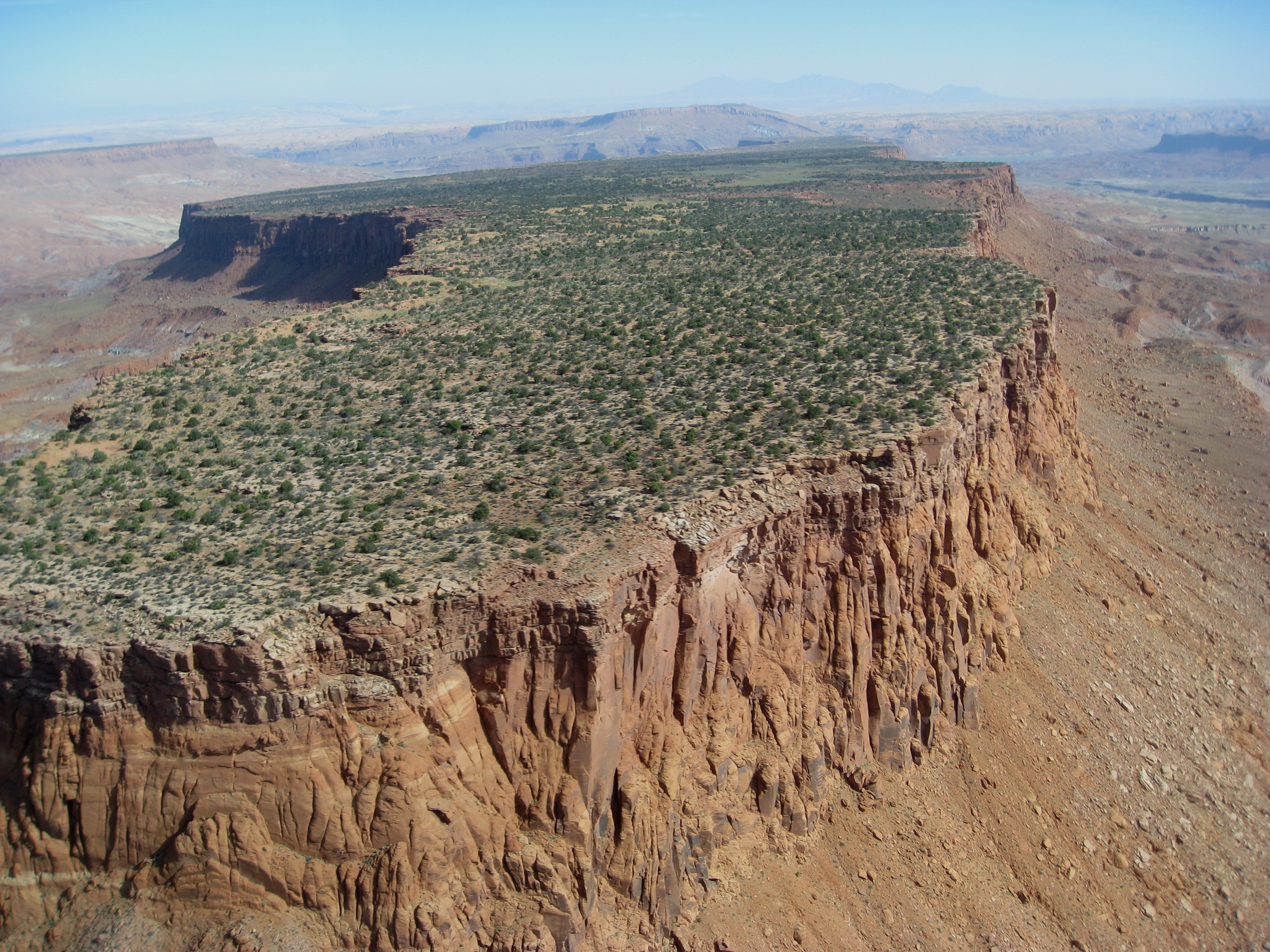
Столова гора. Колорадо, США.

Столо́ва гора (нім. Tafelberg, англ. table mountain), або ме́са (від араб., порт., ісп. mesa — «стіл») — гора з усіченою, плоскою вершиною і крутими (у верхніх частинах обривистими), інколи східчастими схилами.

## Загальний опис
Щоб відрізнити дві форми рельєфу (звичайну і столову гору), географи користуються емпіричним правилом, згідно з яким вершина столової гори є ширшою за її висоту, тоді як вершина звичайної гори вужча за її висоту.
Плоскі поверхні столових гір складені переважно стійкими до руйнування гірськими породами (вапняки, трапи, пісковики), що залягають горизонтально або майже горизонтально; в тропіках столові гори бувають вкриті бронюючою латеритною кіркою. Часто розташовані по периферії столових країн при їхньому ерозійному розчленуванні, проте трапляються і у вигляді окремих ізольованих височин (острівні гори).
Як правило столові гори складені з осадових гірських порід. Схили такої гори зазвичай круті, майже прямовисні. У розрізі цей вид геологічних утворень має довгасту форму, тобто в одному з напрямків плато на вершині гори витягнуто. Своєю усіченою у верхній частині формою столові гори зобов'язані процесам денудації — ерозії та вивітрюванню. Одним з різновидів столових гір є ті гори, у яких їх плоска вершина складена не з осадових порід, а покрита затверділою вулканічною корою з лави. Такі вершини характерні для сухих районів та є результатом ерозійного розчленування великих плато. Велике число подібних вершин на південному заході США, в Мексиці, Венесуелі, Іспанії, Північній та Південній Африці, Аравійському півострові, Індії, Австралії.

## Відомі столові гори
- Амби, (Ефіопія)
- Ельбські Пісковикові гори, (Німеччина)
- Ліліенштайн, (Німеччина)
- Бухберг, (Німеччина)
- Кенігштайн, (Німеччина)
- Тафельберг  (Тулі), (Гренландія)
- Бен Балбей, (Ірландія)
- Чатир-Даг (гірський масив) (Україна)
- Стіл-Гора (Україна)
- Етжо, (Намібія)
- Гамсберг, (Намібія)
- Гроотберг, (Намібія)
- Уотерберг, (Намібія)
- Щелінец Великий, (Польща)
- Кістенштеклі, (Швейцарія)
- Мон-Егіль, Франція
- Тафельберг (Суринам)
- Тепуї, (Бразилія, Венесуела, Гаяна)
- Ель-Юнке (Куба)
- Долина монументів, (США)
- Блек-Меса (США)
- Столова гора, (Південна Африка)
- Столова (гора, Кавказ).
- Джугурта[en], (Туніс)

Гірські форми, подібні столовим горам, виявлені також на Марсі.